# Campionati mondiali di biathlon 2013 - Staffetta 4x7,5 km maschile
La staffetta 4x7,5 km maschile dei Campionati mondiali di biathlon 2013 si è svolta il 16 febbraio 2013; la gara è partita alle 15:15 (UTC+1). Hanno partecipato 29 nazioni.

## Risultati
| Pos.    | #  | Nazione                                                                                      | Tempo                                     | Errori (P+S)                            | Distacco |
| ------- | -- | -------------------------------------------------------------------------------------------- | ----------------------------------------- | --------------------------------------- | -------- |
| Oro     | 3  | Norvegia Ole Einar Bjørndalen Henrik L'Abée-Lund Tarjei Bø Emil Hegle Svendsen               | 1h15'39"0 18'34"9 18'50"2 18'52"4 19'21"5 | 0+2 0+3 0+1 0+2 0+0 0+0 0+1 0+0 0+0 0+1 |          |
| Argento | 1  | Francia Simon Fourcade Jean-Guillaume Béatrix Alexis Bœuf Martin Fourcade                    | 1h16'51"8 18'58"8 19'10"4 19'35"3 19'07"3 | 0+0 0+7 0+0 0+3 0+0 0+1 0+0 0+2         | +1'12"8  |
| Bronzo  | 5  | Germania Simon Schempp Andreas Birnbacher Arnd Peiffer Erik Lesser                           | 1h16'57"5 18'30"8 18'54"6 19'08"7 20'23"4 | 0+0 2+3 0+0 0+0 0+0 2+3                 | +1'18"5  |
| 4       | 2  | Russia Anton Šipulin Evgenij Ustjugov Evgenij Garaničev Dmitrij Malyško                      | 1h17'03"1 18'35"2 18'59"1 20'13"6 19'15"2 | 0+1 2+6 0+0 0+1 0+0 2+3 0+1 0+1         | +1'24"1  |
| 5       | 4  | Austria Simon Eder Daniel Mesotitsch Christoph Sumann Dominik Landertinger                   | 1h17'17"9 18'37"5 19'11"0 19'53"0 19'36"4 | 0+0 0+5 0+0 0+0 0+0 0+2 0+0 0+1 0+0 0+2 | +1'38"9  |
| 6       | 8  | Rep. Ceca Michal Šlesingr Ondřej Moravec Jaroslav Soukup Michal Krčmář                       | 1h18'29"1 18'34"8 19'34"1 20'05"1 20'15"1 | 0+3 0+6 0+0 0+1 0+2 0+2 0+1 0+2 0+0 0+1 | +2'50"1  |
| 7       | 11 | Italia Christian De Lorenzi Dominik Windisch Christian Martinelli Lukas Hofer                | 1h18'43"9 19'50"2 19'19"9 20'18"2 19'15"6 | 0+3 1+6 0+0 1+3 0+2 0+0 0+1 0+1 0+0 0+2 | +3'04"9  |
| 8       | 19 | Canada Jean-Philippe Le Guellec Scott Gow Nathan Smith Scott Perras                          | 1h18'44"7 18'54"9 20'22"4 19'41"1 19'46"3 | 0+4 0+5 0+1 0+1 0+2 0+1 0+1 0+0 0+0 0+3 | +3'05"7  |
| 9       | 15 | Bulgaria Michail Klečerov Miroslav Kenanov Vladimir Iliev Krasimir Anev                      | 1h80'50"6 19'07"0 20'15"7 19'39"4 19'48"5 | 0+2 0+3 0+1 0+0 0+0 0+1 0+1 0+1 0+0 0+1 | +3'11"6  |
| 10      | 9  | Slovacchia Dušan Šimočko Pavol Hurajt Matej Kazár Miroslav Matiaško                          | 1h19'06"8 19'23"2 19'52"0 19'22"0 20'29"6 | 0+5 0+4 0+1 0+0 0+1 0+2 0+2 0+1 0+1 0+1 | +3'27"8  |
| 11      | 6  | Svezia Carl Johan Bergman Björn Ferry Tobias Arwidson Fredrik Lindström                      | 1h19'26"7 19'42"0 19'32"2 20'19"1 19'53"4 | 0+6 1+4 0+2 1+3 0+1 0+1 0+2 0+0 0+1 0+0 | +3'47"7  |
| 12      | 13 | Stati Uniti Lowell Bailey Tim Burke Russell Currier Leif Nordgren                            | 1h19'40"8 19'13"2 19'47"8 20'21"4 20'18"4 | 0+3 0+9 0+0 0+3 0+2 0+2 0+0 0+1 0+1 0+3 | +4'01"8  |
| 13      | 10 | Slovenia Peter Dokl Klemen Bauer Janez Marič Jakov Fak                                       | 1h19'54"0 19'41"3 20'13"3 20'46"8 19'12"6 | 0+5 1+6 0+3 0+1 0+0 1+3 0+2 0+2 0+0 0+0 | +4'15"0  |
| 14      | 7  | Ucraina Serhij Semenov Andrij Deryzemlja Artem Pryma Serhij Sednjev                          | 1h20'06"1 19'12"5 19'13"1 20'27"0 21'13"5 | 0+4 1+4 0+2 0+0 0+0 0+0 0+2 0+1 0+0 1+3 | +4'27"1  |
| 15      | 14 | Bielorussia Jaŭhen Abramenka Sjarhej Novikaŭ Uladzmir Čapelin Aljaksandr Babčyn              | 1h20'39"5 20'05"1 19'43"8 20'11"6 20'39"0 | 0+0 1+8 0+0 1+3 0+0 0+1 0+0 0+2         | +5'00"5  |
| 16      | 17 | Estonia Kauri Kõiv Indrek Tobreluts Roland Lessing Danil Steptsenko                          | 1h21'01"8 19'41"7 19'54"0 20'15"2 21'10"9 | 0+5 0+4 0+1 0+2 0+1 0+1 0+0 0+0 0+3 0+1 | +5'22"8  |
|         | 25 | Cina Chen Haibin Ren Long Li Zhonghai Li Xuezhi                                              | a 1 giro 19'34"1 20'19"6 20'29"6          | 0+2 2+8 0+0 0+1 0+2 0+1 0+0 0+3 0+0 2+3 |          |
|         | 12 | Svizzera Ivan Joller Benjamin Weger Claudio Böckli Mario Dolder                              | a 1 giro 19'31"0 19'39"7 20'32"7          | 0+4 3+8 0+1 0+1 0+0 0+1 0+2 0+3 0+1 3+3 |          |
|         | 23 | Romania Remus Faur Ștefan Gavrilă Roland Gerbacea Cornel Puchianu                            | a 1 giro 20'36"4 20'45"5 20'59"3          | 0+7 0+8 0+3 0+1 0+3 0+3 0+0 0+3 0+1 0+1 |          |
|         | 16 | Kazakistan Aleksandr Şervïnkov Yan Savïckïy Sergey Nawmïk Dïas Keneşov                       | a 1 giro 20'55"3 20'15"8 20'45"3          | 0+1 0+3 0+0 0+1 0+1 0+1 0+0 0+1 0+0 0+0 |          |
|         | 21 | Finlandia Ahti Toivanen Jarkko Kauppinen Mika Kaljunen Ville Simola                          | a 1 giro 20'08"3 20'23"4 21'33"7          | 0+5 1+4 0+0 1+3 0+1 0+1 0+3 0+0 0+1 0+0 |          |
|         | 24 | Lettonia Edgars Piksons Andrejs Rastorgujevs Rolands Pužulis Oskars Muižnieks                | a 1 giro 20'06"1 19'21"0 21'25"4          | 2+6 0+3 0+1 0+1 0+1 0+2 0+1 0+0 2+3 0+0 |          |
|         | 22 | Gran Bretagna Lee-Steve Jackson Kevin Kane Pete Beyer Marcel Laponder                        | a 1 giro 20'37"2 20'32"3 21'40"5          | 0+3 0+3 0+3 0+2 0+0 0+0 0+0 0+1 0+0 0+0 |          |
|         | 28 | Corea del Sud Jun Je-Uk Lee In-Bok Lee Su-Young Kim Yong-Gyu                                 | a 1 giro 20'09"0 21'02"0 21'38"8          | 0+5 1+5 0+2 0+1 0+0 0+0 0+1 0+1 0+2 1+3 |          |
|         | 26 | Lituania Tomas Kaukėnas Karol Dombrovski Karolis Zlatkauskas Aleksandr Lavrinovič            | a 1 giro 19'13"8 21'16"0 22'28"8          | 0+6 3+9 0+1 0+2 0+0 1+3 0+2 2+3 0+3 0+1 |          |
|         | 18 | Giappone Junji Nagai Hidenori Isa Sho Wakamatsu Ryo Maeda                                    | a 1 giro 19'15"1 21'19"5 21'50"8          | 0+4 2+9 0+1 0+0 0+1 0+3 0+0 0+3 0+2 2+3 |          |
|         | 27 | Serbia Damir Rastić Emir Hrkalović Milanko Petrović Edin Hodžić                              | a 1 giro 21'02"9 21'18"7 21'44"2          | 1+5 1+5 0+2 0+2 0+0 0+0 1+3 1+3 0+0 0+0 |          |
|         | 20 | Polonia Łukasz Szczurek Adam Kwak Krzysztof Plywaczyk Lukasz Slonina                         | a 1 giro 21'15"0 21'31"5 20'30"6          | 0+3 4+9 0+0 3+3 0+2 0+2 0+0 0+1 0+1 1+3 |          |
|         | 29 | Spagna Samuel Pulido Serrano Víctor Lobo Escobar Manuel Fernández Musso Pedro Quintana Arias | a 1 giro 20'39"5 22'14"5 25'48"6          | 1+4 3+3 0+1 0+0 0+0 0+0 1+3 3+3 0+0     |          |